# 1943: ذا باتل أوف ميدواي (لعبة فيديو)
لعبة ذا باتل أوف ميدواي، (باليابانية:1943: ミッドウェイ海戦) (بالإنجليزية:1943: The Battle of Midway) ، ينطق عند النسخة اليابانية 1943: ميدواي كايسين، هي لعبة إلكترونية تلعب للشخص أو شخصان، أنتجت من قبل شركة كابكوم اليابانية وذلك في شهر يونيو 1987م.

## قصة اللعبة
تبدأ الطيار الأمريكي بطل اللعبة في زمن الحرب العالمية الثانية سنة 1943م، وذلك بالقيام لإطلاق النار بطائرته العسكرية على الطائرات اليابانية ، وكان الغرض من ذلك تدمير أكبر طائرات اليابانية وأهمها طائرة ياماتو YAMATO .

## وصلات خارجية
- 1943: The Battle of Midway (Arcade) على موقع غيم فاكس
- 1943: The Battle of Midway (NES) على موقع غيم فاكس
- 1943: ذا باتل أوف ميدواي (لعبة فيديو) على موقع القائمة القاتلة لألعاب الفيديو
- 1943: ذا باتل أوف ميدواي على موبي غيمز
- 1943: ذا باتل أوف ميدواي في موقع World of Spectrum
- NES Version of 1943: The Battle of Midway